# 石膏山乌头
石膏山乌头（学名：Aconitum rockii var. fengii）为毛茛科乌头属下的一个变种。

## 扩展阅读
- 維基物種上的相關：石膏山乌头